# Pośrednia Barania Szczerbina
Pośrednia Barania Szczerbina (słow. Prostredná Barania štrbina) – przełęcz położona w Baraniej Grani, w słowackich Tatrach Wysokich. Siodło Pośredniej Baraniej Szczerbiny oddziela Zadnią Baranią Turnię od Pośredniej Baraniej Turni – są to dwie wyżej położone spośród trzech Baranich Turni. Na siodło tej przełęczy nie prowadzą żadne znakowane szlaki turystyczne.
Pierwszego wejścia na Pośrednią Baranią Szczerbinę dokonali Zygmunt Klemensiewicz, Jerzy Maślanka i Rudolf Nałęcki przy przejściu Baraniej Grani 24 sierpnia 1923 r.